# Anisocentropus cretosus
Anisocentropus cretosus is een schietmot uit de familie Calamoceratidae. De soort komt voor in het Oriëntaals en Australaziatisch gebied.